# Hugh Blair
Pour les articles homonymes, voir Blair.
Hugh Blair, né le 7 avril 1718, à Édimbourg, où il meurt le 27 décembre 1800 est un prédicateur et critique écossais.

## Biographie
Après avoir exercé pendant plusieurs années le ministère pastoral et s'être distingué par ses publications, il fut nommé professeur de belles-lettres à l'université de St Andrews, puis à celle d'Édimbourg, à la chaire créé pour lui en 1762, où il enseigne jusqu'en 1783. 
Il a publié un recueil de Sermons et des Leçons de littérature ou Cours de belles-lettres. 
Ses sermons, dirigés vers l'instruction morale plutôt que vers les discussions métaphysiques ou théologiques, opèrent une révolution dans l'éloquence de la chaire. 
Dans son Cours de littérature qui fait encore autorité au XIXe siècle, il traita en philosophe des principes du beau et des règles de la composition, et se distingua par sa justesse et la pureté de son goût. 
Il est le fondateur de la revue d'Édimbourg.

## Publications

### Publications anciennes
Ses sermons ont été traduits par :
- Benjamin-Sigismond Frossard, 1784 ;
- l'abbé de Tressan, 1807.

Son Cours de littérature par :
- André-Samuel-Michel Cantwell, 1807 ;
- Pierre Prévost, Genève, 1808 ;
- Quénot, 1830.

## Source partielle
Marie-Nicolas Bouillet  et Alexis Chassang (dir.), « Hugh Blair » dans Dictionnaire universel d’histoire et de géographie, 1878 (lire sur Wikisource)